# سلمى مبروك
سلمى مبروك  (11 أكتوبر 1964-) هي سياسية تونسية وعضوة المجلس الوطني التأسيسي عن حزب التكتل (دائرة بن عروس) قبل انضمامها للمسار الديمقراطي الاجتماعي.